# Sanilhac-Sagriès
Sanilhac-Sagriès är en kommun i departementet Gard i regionen Occitanien i södra Frankrike. Kommunen ligger i kantonen Uzès som tillhör arrondissementet Nîmes. År 2022 hade Sanilhac-Sagriès 832 invånare.

## Befolkningsutveckling
Antalet invånare i kommunen Sanilhac-Sagriès
Referens:INSEE